# 9471 Ostend
9471 Ostend eller 1998 OU13 är en asteroid i huvudbältet som upptäcktes den 26 juli 1998 av den belgiske astronomen Eric W. Elst vid La Silla-observatoriet. Den är uppkallad efter den belgiska staden Oostende.
Asteroiden har en diameter på ungefär 6 kilometer och den tillhör asteroidgruppen Agnia.